# نیشوویتسه
نیشوویتسه (به چکی: Nišovice) یک منطقهٔ مسکونی در جمهوری چک است که در ناحیه ستراکونیتسه واقع شده‌است. نیشوویتسه ۶٫۲۵ کیلومتر مربع مساحت و ۲۲۰ نفر جمعیت دارد و ۴۶۳ متر بالاتر از سطح دریا واقع شده‌است.

## خواهرخوانده
شهر Niederried bei Kallnach خواهرخواندهٔ نیشوویتسه هست.